# Yoshimi Yamashita
Yoshimi Yamashita (山下良美, Yamashita Yoshimi, nascuda el 20 de febrer de 1986) és una àrbitre internacional de futbol japonesa. Va arbitrar a la Copa Mundial Femenina de Futbol 2019 a França. També va dirigir als Jocs Olímpics d'Estiu de 2020, en el partit entre els Estats Units i Suècia. El 2022 fou una de les tres dones seleccionades per arbitrar al mundial de futbol masculí de 2022.
També durant el 2022, Yamashita es va convertir en la primera àrbitre dona a oficiar un partit tant a la Lliga de Campions de l'AFC masculina com a la Lliga J1, fent-se càrrec de la victòria per 2-1 del Melbourne City sobre Chunnam Dragons i del 2-1 del FC Tokyo. 0 victòria sobre Kyoto Sanga respectivament.